# Мобедъяр
Мобедъяр — низший чин в зороастрийской религиозной иерархии, помощник мобеда. Пре-мобедъяры (кандидаты на чин мобедъяра) и мобедъяры (получившие чин после прохождения необходимых процедур) помогают мобедам в проведении богослужений.
Часто мобедъярами становятся выходцы из семей мобедов. Мобедъяры являются добровольными помощниками мобедов и не получают от общины денежного впомоществования, то есть помимо этой должности вынуждены иметь светскую работу, позволяющую иметь им источник дохода. При этом, поскольку оплата мобедов является невысокой, но требует постоянной занятости в религиозной сфере, многие священники предпочитают оставаться мобедъярами и иметь возможность стороннего дохода вместо того, чтобы быть мобедами.
В современном Иране из-за преследований зороастрийцев любой последователь религии может стать мобедъяром после прохождения минимального обучения. Обучение включает около 400 часов и занимает от шести месяцев. Обучение мобедъяра включает в себя:
1. Основы зороастрийской религии.
2. Традиции древнеперсидского народа.
3. Умение читать тексты Хорде Авесты.
4. Понимание значений молитв Хорде Авесты.
5. Знание некоторых персидских религиозных церемоний.
6. Изучение основ древнеперсидской истории.

После окончания обучения слушатель становится пре-мобедъяром, после чего сдаёт письменный и устный экзамены Совету Мобедов и становится мобедъяром. В дальнейшем мобедъяр имеет возможность продолжить обучение и занять должность мобеда.
Мобедъяр имеет следующие полномочия:
1. чтение ньяишей (часть Авесты),
2. проведение обряда сэдрэ пуши в отсутствие священников,
3. проведение ритуалов очищения от осквернения (но не для инициации),
4. проведение свадебного обряда,
5. проведение обряда погребения.

Мобедъяр не может вести службу у освящённого огня, не имеет права голоса в собрании мобедов.